# ニコライ・フォン・エッセン
ニコライ・オットヴィチ・フォン・エッセン（ロシア語:Никола́й О́ттович фон Э́ссен；ドイツ語:Nikolai Ottowitsch von Essen、1860年12月11日 - 1915年5月7日）は、ロシア帝国の海軍軍人。 日露戦争時には有能な艦長として活躍し、第一次世界大戦時にはバルチック艦隊司令長官を務めた。

## 経歴

### 出自・教育
サンクトペテルブルクで生まれる。彼の家系は200年続くバルト・ドイツ人の船乗りで、先祖のうち7人が聖ゲオルギー勲章を受章している。1880年に海軍学校を、1886年に海軍アカデミーを卒業。黒海艦隊勤務を経て極東艦隊に配属される。最初に艦長を務めたのは1897年に指揮した水雷艇第120号だった。その後、航洋砲艦グロズャーシチイ、蒸気船スラヴャンカの艦長を歴任した。

### 日露戦争

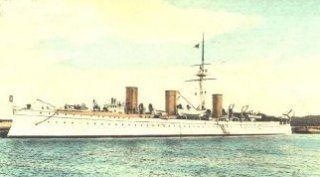
巡洋艦ノヴィーク

1904年2月の日露戦争勃発時、旅順にある防護巡洋艦ノヴィーク（後の通報艦鈴谷）の艦長を務めていた。エッセンはこの戦争で艦長として際立った有能さと勇敢さを発揮する。
極東艦隊司令長官ステパン・マカロフの直命で、前任者が無能と判断された戦艦セヴァストポリの指揮を引き継ぐ。黄海海戦に参加するが結局旅順港に帰航し、日本軍の包囲下に置かれた。203高地陥落後、旅順港内のロシア艦隊は日本軍重砲の射撃を受け、ほとんどの艦が沈没した。セヴァストポリにも5発が命中したが、エッセンは砲撃の及ばない港外に艦を移動させた。これに対し日本艦隊は水雷艇による攻撃を加えた。発射された魚雷は計124発にのぼりセヴァストポリは損傷を受け擱坐したが、水雷艇2隻を撃沈、6隻を損傷させた。1905年1月2日に旅順が開城したため、エッセンはセヴァストポリを沖合まで移動させて自沈させた後、日本軍の捕虜となった。

### 海軍改革

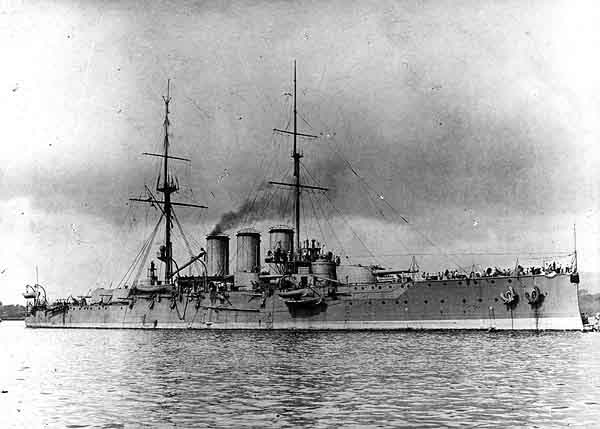
装甲巡洋艦リューリク

戦後は1906年に装甲巡洋艦リューリク艦長に着任。イギリス・ヴィッカース社の建造による同艦は、当時の装甲巡洋艦でもっとも重装甲で最多の主砲を備えていたが、速度21.4ノットと低速が欠点だった。この艦はバルチック艦隊の旗艦となる。1908年准将に昇進し、翌年バルチック艦隊司令長官に任命される。1913年、中将に昇進。
エッセンらロシア海軍の若い将官は、日露戦争の惨めな敗北や黒海艦隊での水兵反乱を反省し、改革に着手する。1907年に策定された建艦計画は彼の努力にもかかわらずきわめて緩慢に進められたため、それを補うため1912年から1916年にかけて新たな建艦・改革法を作成して提出、ドゥーマ（議会）で可決された。彼は新たな戦法や通信技術を身につけた将校を登用し、また潜水艦や航空母艦の有用性に早くから気づいていた。海軍近代化のためクロンシュタットに海軍士官学校を設立、技術や戦術のみならず、士気を維持するため水兵の扱いに配慮することを強調した。また外洋での攻勢を重視して艦隊をフィンランド湾内に閉じ込めない戦略を目指した。

### 第一次世界大戦

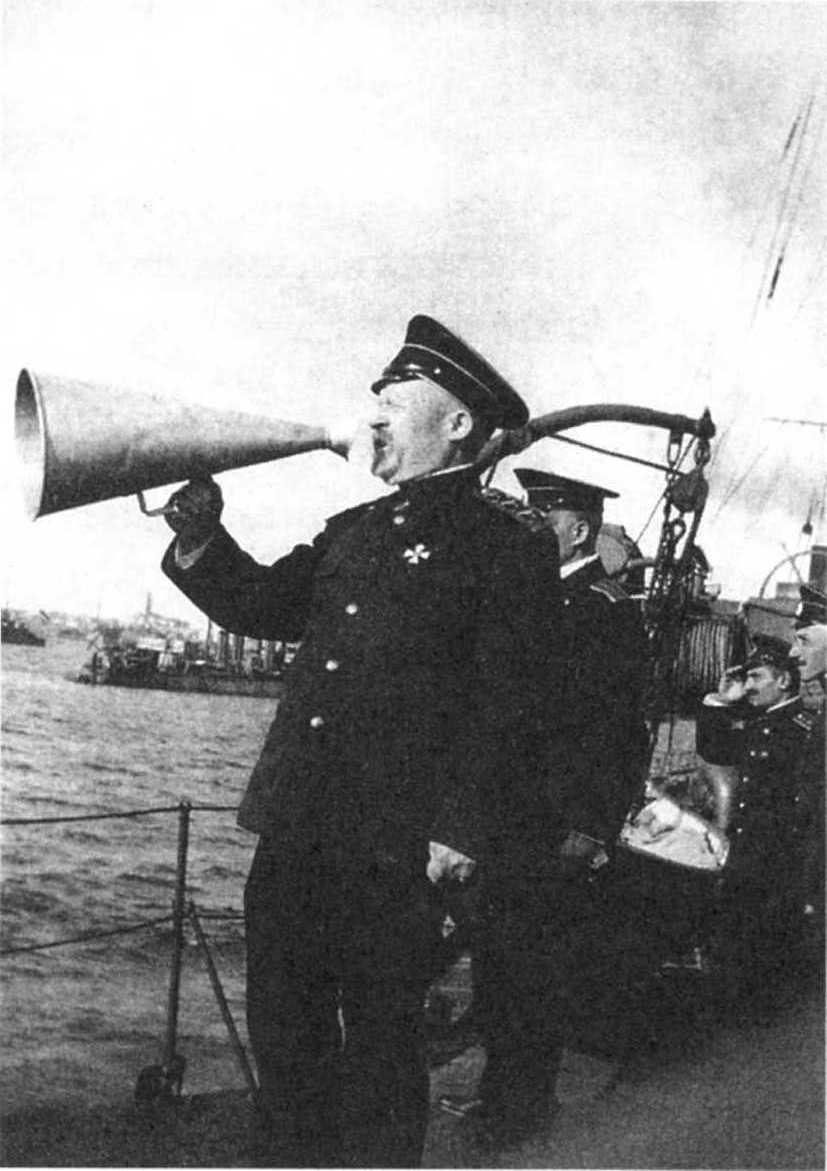
バルチック艦隊司令長官フォン・エッセン提督（1915年）

1914年の第一次世界大戦勃発時、エッセンのバルチック艦隊はロシア海軍の中では最も戦争準備が進み攻勢が可能な状態にあった。ヘルシンキに司令部を置く彼の艦隊は戦艦4、装甲巡洋艦5、軽巡洋艦6、魚雷艇62、潜水艦12から成っていた。しかし彼の上官にあたる、ペトログラード地区の防衛を担当する第6軍司令官コンスタンチン・ファン・デア・フリート将軍は、攻勢を許さず防御的戦略をとった。この戦略により、彼の艦隊はリバウ軍港を引き上げて主力をフィンランド湾に閉じこめ、老朽化した艦艇のみをリガ湾に置くことを強いられた。
それでも戦争開始初期にエッセンは主導権を握るべく8月9日に出撃し、ゴットランド島にあるスウェーデン艦隊を先制攻撃しようとした。しかしスウェーデンの参戦とドイツによる東部戦線での大攻勢を恐れた上官により、帰還を命じられた。1914年8月29日、エッセンは装甲巡洋艦リューリクとパルラーダを出撃させ通商破壊戦に従事させた。成果は得られなかったが、ロシア海軍の士気を維持するのには大いに役立った。

### 死去
1915年5月20日、肺炎に罹ったエッセンはタリンで急死した。墓はペテルブルクにある。妻マリアとの間に一男二女。息子アントンは602型潜水艦AG-14乗組員で、1917年10月24日に戦死した。娘二人は海軍士官と結婚した。
ロシア内戦中、白軍はペテルブルク戦線で活動する装甲列車のひとつを「エッセン提督」と名付けていた。